# West-Pruisisch voetbalkampioenschap 1910/11
In 1910/11 werd de West-Pruisische voetbalcompetitie niet gespeeld zoals de vorige seizoenen. De voorgaande jaren speelden de winnaars van de districten Danzig/Stolp en Elbing/Marienwerder een West-Pruisische finale in de Baltische eindronde, echter werd dat dit seizoen niet gedaan, evenals in Oost-Pruisen. De regionale kampioenen namen rechtstreeks deel aan de eindronde. Van een West-Pruisisch kampioen was er drie jaar lang in principe geen sprake.
Hieronder de eindstanden van de clubs die in de regio West-Pruisen speelden. Viktoria Elbing, Ostmark Danzig en SV Marienwerder namen deel aan de Baltische eindronde. Viktoria Elbing werd in de kwalificatie uitgeschakeld door SV Marienwerder, dat op zijn beurt werd uitgeschakeld door Ostmark Danzig. Deze club verloor in de finale van SC Lituania Tilsit. 

## Bezirk Graudenz/Bromberg
Uit het Bezirk Graudenz-Bromberg is enkel kampioen SV Marienwerder bekend. 

## Bezirk Danzig
| Plaats | Club                                 | Wed. | W | G | V | Saldo | Ptn. |
| ------ | ------------------------------------ | ---- | - | - | - | ----- | ---- |
| 1.     | SV Ostmark Danzig                    | 9    | 6 | 1 | 2 | 28:7  | 13   |
| 2.     | BuEV 1903 Danzig                     | 9    | 6 | 1 | 2 | 35:6  | 13   |
| 3.     | Sp. Abt. des Lehrerseminars Langfuhr | 9    | 5 | 1 | 3 | 25:21 | 11   |
| 4.     | Akademischer SC Danzig               | 9    | 3 | 3 | 3 | 7:21  | 9    |
| 5.     | BuEV 1903 Danzig II                  | 6    | 2 | 1 | 3 | 4:10  | 5    |
| 6.     | FC Comet Neufahrwasser               | 6    | 1 | 0 | 5 | 0:21  | 2    |
| 7.     | VfB Danzig                           | 6    | 0 | 1 | 5 | 1:14  | 0    |

|  | Geplaatst voor Baltische eindronde |
|  | Degradatie                         |

## Bezirk Elbing-Marienwerder
| Plaats | Club               |
| ------ | ------------------ |
| 1.     | SV Viktoria Elbing |
| 2.     | Elbinger SV 05     |
| 3.     | RV Dirschau        |

|  | Geplaatst voor Baltische eindronde |
|  | Terugtrekking na dit seizoen       |